# Rango proyectivo

La suma de dos puntos A y B en un rango proyectivo (en este caso, una circunferencia) con respecto a un punto arbitrario E, se obtiene trazando desde E la línea L paralela a AB, cuyo punto de intersección A+B con la cónica, dista angularmente de E las suma de ángulos EA+EB. Esto se comprueba fácilmente al observar que los dos ángulos marcados de color naranja son iguales debido a que la figura resultante siempre es simétrica

En geometría proyectiva, un rango proyectivo (o también rango armónico) es un conjunto de puntos considerados de forma unificada. Puede ser una recta proyectiva o una curva cónica. Un rango proyectivo es el dual de un haz de líneas rectas en un punto dado. Por ejemplo, una correlación intercambia los puntos de un rango proyectivo con las rectas de un haz. Se dice que una proyectividad relaciona un rango con otro, aunque los dos rangos pueden coincidir como conjuntos.
Un rango proyectivo expresa la invariancia proyectiva de la relación entre elementos conjugados armónicamente. De hecho, tres puntos sobre una recta proyectiva determinan un cuarto punto mediante esta relación. La aplicación de una proyectividad a esta cuaterna de puntos da como resultado cuatro puntos también en relación armónica. Este cuarteto de puntos se denomina rango armónico. En 1940, Julian Coolidge describió esta estructura e identificó a su creador:
Dos formas unidimensionales fundamentales como rangos de puntos, haces de líneas rectas o de planos se definen como proyectivos, cuando sus miembros están en correspondencia uno a uno, y un conjunto armónico de uno... corresponde a un conjunto armónico del otro. ... Si dos formas unidimensionales están conectadas por un conjunto de proyecciones e intersecciones, los elementos armónicos corresponderán a elementos armónicos y son proyectivos en el sentido de Von Staudt.

## Rangos con forma de curvas cónicas
Cuando se elige una curva cónica para establecer un rango proyectivo y se selecciona como origen un punto particular E de la cónica, entonces la suma de puntos se puede definir de la siguiente manera:
Sean A y B dos puntos de un rango (una curva cónica) y AB la recta que los conecta. Sea L la recta que pasa por E y es paralela a AB. La "suma de los puntos A y B", A + B, es la intersección de L con el rango.
La circunferencia y la hipérbola son instancias de una cónica y la suma de los ángulos de cualquiera de ellas se puede generar mediante el método de la "suma de puntos", siempre que los puntos estén asociados con ángulos en la circunferencia y ángulos hiperbólicos en la hipérbola.